# Darryn Hill
Pour les articles homonymes, voir Hill.
Darryn Hill, né le 11 août 1974 à Perth, est un coureur cycliste sur piste australien. Il a remporté deux titres de champion du monde (vitesse individuelle, vitesse par équipes) et une médaille olympique durant sa carrière.

## Palmarès

### Jeux olympiques
- Atlanta 1996
  - 4e de la vitesse individuelle
- Sydney 2000
  -  Médaille de bronze de la vitesse par équipes
  - 12e de la vitesse individuelle

### Championnats du monde
- Palerme 1994
  -  Médaillé d'argent de la vitesse individuelle
- Bogota 1995
  -  Champion du monde de vitesse individuelle
- Manchester 1996
  -  Champion du monde de vitesse par équipes (avec Shane Kelly et Gary Neiwand)
  -  Médaillé de bronze de la vitesse individuelle
- Perth 1997
  -  Médaillé de bronze de la vitesse individuelle

### Coupe du monde
- 1995
  - 1er de la vitesse individuelle à Adelaïde
  - 1er de la vitesse individuelle à Tokyo
  - 1er du keirin à Tokyo
  - 2e du keirin à Adelaïde
- 1997
  - 1er de la vitesse individuelle à Trexlertown
  - 1er du keirin à Trexlertown
  - 1er du keirin à Fiorenzuola d'Arda
  - 2e de la vitesse individuelle à Fiorenzuola d'Arda
- 1998
  - 2e du keirin à Berlin
- 1999
  - 2e de la vitesse individuelle à Mexico
- 2000
  - 2e du keirin à Cali

### Championnats du monde juniors
- 1991
  -  Médaillé de bronze de la vitesse individuelle juniors
- 1992
  -  Médaillé d'argent du kilomètre juniors

### Jeux du Commonwealth
- 1994
  -  Médaillé d'argent du kilomètre
  -  Médaillé de bronze de la vitesse

## Distinction
- Sir Hubert Opperman Trophy en 1995[1]